# Stanisław Jasiński (policjant)
Stanisław Jasiński (ur. 7 maja 1898 w Wieluniu, zm. 1940 w Kalininie) – sierżant Wojska Polskiego, starszy posterunkowy Policji Państwowej, kawaler Orderu Virtuti Militari, ofiara zbrodni katyńskiej.

## Życiorys
Urodził się w Wieluniu 7 maja 1898 w rodzinie Ignacego i Marcjanny ze Świtalskich.
Od 17 marca 1917 w szeregach POW. Brał udział w akcjach rozbrajania żołnierzy niemieckich 11 listopada 1918. Był żołnierzem w 4 pułku piechoty Legionów Polskich w Zegrzu oraz 12 kompanii, III batalionu, później też II batalionu 27 pułku piechoty w Częstochowie. Ukończył kurs podoficerski i kurs karabinów maszynowych. Został ranny podczas walk pod Skwirą na Ukrainie. Po zakończeniu służby wojskowej aż do wybuchu wojny w składzie Policji Państwowej w Chorzowie Starym. Aresztowany przez Armię Czerwoną w Równem. Osadzony w Ostaszkowie, zamordowany w 1940 w Kalininie.
Żonaty od 15 maja 1922 ze Stanisławą z d. Kotas. Dzieci: Stanisław (ur. 10.04.1924), Edward (ur. 17.01.1926), Helena (ur. 3.04.1928), Wanda (ur. 14.07.1932)

## Upamiętnienie
18 kwietnia 2010 roku obok Muzeum Ziemi Wieluńskiej w Wieluniu posadzono poświęcony jego osobie „Dąb Pamięci”

## Ordery i odznaczenia
- Krzyż Srebrny Orderu Virtuti Militari nr 1261[2][3][1]
- Medal Niepodległości – 9 listopada 1931 „za pracę w dziele odzyskania niepodległości”[4][1]
- Medal Pamiątkowy za Wojnę 1918–1921[1]
- Medal Dziesięciolecia Odzyskanej Niepodległości[1]
- Krzyż Armii Ochotniczej
- Odznaka za Rany i Kontuzje
- Medal „Za udział w wojnie obronnej 1939”
- Krzyż Kampanii Wrześniowej